# Cryodraco
Cryodraco is een geslacht van straalvinnige vissen uit de familie van krokodilijsvissen (Channichthyidae).

## Soorten
- Cryodraco antarcticus (Dollo, 1900)
- Cryodraco atkinsoni (Regan, 1914)
- Cryodraco pappenheimi (Regan, 1913)